# Harry Grant (Radsportler)

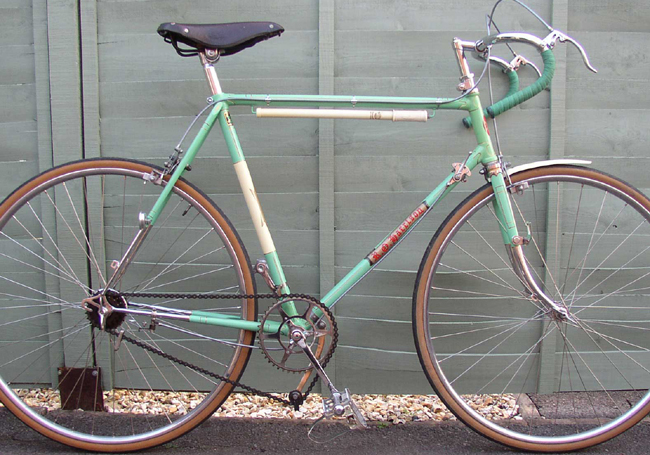
Nach Harry Grant benanntes Rennradmodel der Firma Harrison

Harry Grant (* 22. Juni 1907 in Colchester; † 1. März 1993 in West Bergholt, Colchester) war ein britischer Radrennfahrer und nationaler Meister im Radsport.

## Sportliche Laufbahn
Grant wurde 1926, 1928 und 1931 nationaler Meister im Steherrennen. 1932 wurde er Berufsfahrer und startete häufig in Frankreich, Belgien und anderen kontinentaleuropäischen Ländern, häufig hinter dem Schrittmacher Leon Vanderstuyft. Grant erzielte 1932 im Parc des Princes mit 90,971 km einen Weltrekord hinter Motorführung über eine Stunde. Er fuhr mehrere britische Rekorde über unterschiedliche Distanzen. Mehrfach fuhr er das Sechstagerennen in London. 1948 beendete er seine Laufbahn.